# 이재수 (군인)
이재수(李載壽, 1958년 ~ 2018년 12월 7일)는 대한민국의 군인이다. 제41대 국군기무사령관을 지냈다.

## 생애
1958년 충청남도 당진시 송악읍에서 태어나 송악초등학교를 졸업했다. 1977년에 서울 중앙고등학교 졸업, 1981년에 대한민국 육군사관학교에서 문학사 학위를 받았다. 육사 37기로 박정희 前 대통령의 아들인 박지만과는 사적으로 고등학교와 대한민국 육사 동기로써 가깝게 지냈던 이재수는 육군 제2작전사령부 인사처장, 육군본부 인사참모부장, 육군 인사사령관 등을 거친 인사통으로 평가받았으며 22사단 56연대장과 53사단장 등 야전부대 지휘관도 역임했다.
동기생 중에서 유일하게 누나라고 부르는박근혜 대통령이 취임한 이후인 2013년 4월에 중장으로 진급하면서 육군본부 인사사령관에 임명되었다가 6개월만인 2013년 10월 국군기무사령부 사령관으로 임명되었다. 하지만 군내 각종 사건 사고와 관련해 적시에 적절한 지휘 조언을 하지 못한데 따른 책임을 지고 경질되어 부임 1년만인 2014년 10월에 경질된 전임자에 이어 최단기 기록을 세웠다. 육군 중장으로 전역한 이후에는 박지만이 회장을 맡고 있는 EG 사외이사에 임명되었다.

### 검찰 수사 중 자살
2014년 6·4 지방선거를 앞두고 세월호 사건에 따른 '세월호 정국'이 박근혜 정부에 불리하게 전개되자 세월호 사고 희생자 유족 동향과 개인 정보를 사찰하도록 지시한 혐의가 있었다. 이로 인해 수사를 받다가 법원의 영장 관련 실질심사에서 결국 구속영장이 기각되었지만, 검찰이 구속영장을 재청구하거나 "주위 사람들에 대한 수사가 있지 않을까"하는 예상에 압박을 느꼈다. 2018년 12월 7일에 서울 송파구 소재 오피스텔 건물의 13층에 있는 지인의 사무실에서 투신하여 사망했다.
투신 다음날인 8일에 "지금까지 살아오면서 아직도 한 점 부끄럼 없이 살았지만 전역 이후 너무도 복잡한 정치 관련 상황과 얽혀 제대로 되는 일을 할 기회를 얻지 못했다", "지금 모처럼 여러 비즈니스를 의욕적으로 추진하고 있는 즈음에 이런 일이 발생하여 여러 사람에게 미안하다"고 하면서 "사랑하는 가족들도 더욱 힘내서 열심히 살아가길 바란다"는 내용의 A4 2매 분량의 유서가 공개되었다. 이재수의 변호사인 임천영은 서울 송파경찰서에서 취재진과 만나 "본인은 사심 없이 일을 했는데 이렇게 범죄로 비춰 지고 검찰 수사받는 데 몹시 괴로워했다"고 말했다.
이에 대해 검찰은 "안타깝다."고 하였으며 자유한국당은 "고인의 자결은 군인으로서 명예를 지키려는 마지막 몸부림"이라고 했다. 빈소가 차려진 서울삼성병원에서 유족은 "사찰 단죄 안타깝다"고 했다. 박근혜 정부에서 국무총리를 역임한 황교안은 "나라를 위해 그동안 충직한 삶을 사셨던 분이 이런 비통한 일을 겪어 깊은 유감이고 안타깝게 생각한다"고 하면서 "적폐라는 이름의 수사 중 작고하신 것은 다들 아실 것"이라며 "이것이 첫 사례도 아니라고 하니까 수사가 정말 잘 진행돼야 할텐데 안타까운 측면이 많다"고 했다. 또한 유승민 바른미래당 의원도 빈소를 조문한 뒤 "문재인 정권이 더 이상 검찰을 너무 과도하게 정치적으로 악용하는 일이 없었으면 좋겠다", "8년 동안 국회 국방위원회에 있으면서 이재수 장군은 정말 훌륭한 군인이었다"라고 발언했다. 김학용, 유기준 자유한국당 의원 또한 빈소를 찾아 문재인 정부의 적폐 수사를 비판했다. 그는 이로써 변창훈 검사에 이어 문재인 정부의 "적폐청산" 수사로 인해 목숨을 끊은 2번째 인물이 되었다.

## 세월호 사건 유족 사찰·진보단체 집회 계획 수집
이재수는 세월호 침몰 사고 이후 지방선거와 재보궐선거 등을 앞두고 정부에 대한 여론이 불리하게 조성되자, 이를 조기 전환하기 위하여 국군기무사령관으로 재직하던 2014년 4월부터 7월까지 기무사령부 대원들을 투입해 세월호 유가족의 정치성향 등 개인정보와 유족들의 요구사항 등 동향을 수집·사찰하도록 지시하였다. 또한 경찰청 정보국으로부터 진보단체 집회 계획을 수집해 재향군인회에 전달토록 지시하였다.(직권남용권리행사방해).
2018년 7월 16일 국방부는 기무사의혹 軍 특별수사단을 출범하였고, 수사단은 이재수가 유가족 사찰을 지시하는 취지의 내용이 담긴 회의록을 확보하였다.
2018년 11월 27일 오전 10시 서울중앙지방검찰청 공안2부는 이재수를 피의자 신분으로 소환하여 조사하였다.
2018년 11월 29일 오후 서울중앙지방검찰청 공안2부는 직권남용권리행사방해 혐의로 이재수의 구속영장을 청구했다.
2018년 12월 3일 서울중앙지방법원 이언학 영장전담 부장판사는 증거 인멸과 도주 우려가 없다고 판단하여 이재수의 직권남용권리행사방해 혐의 구속영장을 기각했다.
2018년 12월 28일 서울중앙지검 공안2부는 이재수가 2018년 12월 7일 사망함에 따라 공소권 없음 처리하였다.

## 주요 경력
- 2002년 1월 19일 ~ 2003년 5월 29일 - 대한민국 육군 제22사단 제56연대장(육군 대령).
- 2003년 5월 29일 ~ 2005년 11월 16일 - 대한민국 육군 제3야전군사령부 인사과 과장(육군 대령).
- 2005년 11월 16일 ~ 2007년 11월 30일 - 대한민국 육군본부 인사참모부 인사기획과 과장(육군 대령 → 육군 준장).
- 2006년 2월 15일 - 육군본부 인사참모부 인사기획과 과장 재직 시절 육군 준장 진급.
- 2007년 11월 30일 ~ 2008년 10월 30일 - 대한민국 육군본부 인사참모부 선발관리실 실장(육군 준장).
- 2008년 10월 30일 ~ 2008년 11월 30일 - 대한민국 육군본부 인사참모부 인적자원개발처 처장(육군 준장).
- 2008년 11월 30일 ~ 2010년 6월 11일 - 대한민국 육군 제2작전사령부 인사처 처장(육군 준장).
- 2010년 6월 11일 - 대한민국 육군 제53사단 사단장 보임과 동시에 육군 소장 진급.
- 2010년 6월 11일 ~ 2012년 5월 31일 - 대한민국 육군 제53사단 사단장(육군 소장).
- 2012년 5월 31일 ~ 2013년 4월 30일 - 대한민국 육군본부 인사참모부 부장(육군 소장 → 육군 중장).
- 2013년 4월 26일 - 대한민국 육군본부 인사참모부 부장 재직 시절 육군 중장 진급.
- 2013년 4월 30일 ~ 2013년 10월 26일 - 대한민국 육군본부 인사사령관(육군 중장).
- 2013년 10월 26일 ~ 2014년 10월 13일 - 제41대 국군기무사령부 기무사령관(육군 중장).
- 2014년 10월 13일 ~ 2014년 10월 16일 - 대한민국 국방부 군수정보행정특보보좌관 직무대리(육군 중장).
- 2014년 10월 16일 ~ 2016년 6월 1일 - 대한민국 국방부 인사행정특보보좌관 직무대리(육군 중장).
- 2016년 6월 1일 - 대한민국 육군 중장 예편.

## 학력
- 서울 중앙고등학교 졸업
- 대한민국 육군사관학교 문학사 37기
- 대한민국 육군보병학교 졸업
- 대한민국 육군포병학교 졸업
- 경남대학교 대학원 경영학 석사

## 같이 보기
- 김영식
- 박지만
- 박찬주
- 신원식
- 양종수
- 엄기학
- 전인범